# スーパーギャング・ティーンズダイヤル
『スーパーギャング・ティーンズダイヤル』は、1989年4月11日から1990年4月3日まで、TBSラジオ制作の深夜ラジオ番組『スーパーギャング』で放送されていたラジオ番組。放送時間は毎週火曜日深夜（水曜日未明）25:00 - 27:00（午前1:00 - 3:00）。
最初、当番組名については「下村健一のスーパーギャング」という表記もあったが、各新聞ラジオ欄においてもこの表記は2週で無くなり、3週目（1989年4月25日）からはタイトルが「スーパーギャング」だけとなってその下に受け付け電話番号の記載という表記になっている。当番組の出演者はパーソナリティではなく、進行役という形態であったため（後述）、本項目についても『ティーンズダイヤル』を項目名としている。

## 概要
リスナーからの電話をフルに活用した番組。毎週、留守番電話で寄せられたリスナーの提案の中から一つ選んで議論のテーマを決定し、これに対するリスナーからの意見を募集し、その中から数人が放送中に電話出演していた。テーマは、アイドルやバンドのファンになった時のことについてや、学校、校則、友人関係、家族関係、マナー、警察体験からセックスの話題まで多岐にわたった。なお、当番組は電話だけではなくはがき、手紙での意見も受け付けており、放送の翌々日あたりから「長距離電話代がかかる」「ずっと話し中だったから」「家の電話が親の寝室に近いから」などの事情で生放送中に参加できなかったリスナーからのはがきや手紙も多く寄せられていた。当番組は「深夜の二時間の『解放区』」とも謳われていた。
初代進行役は、当時TBS報道局アナウンス班所属のアナウンサーだった下村健一。リスナーからの多くに意見に対して意見を述べずに聞き役・進行役に徹していたため、パーソナリティ番組とは違う出演形態であった。下村は第1回放送（1989年4月11日深夜）の前に前枠の番組『SURF&SNOW』のエンディングに出演して、電話受付のお知らせと共に「台本はあなたが作ります」と告知。その通りにこの番組に台本は無かった。このようにこの番組は、他の番組で一般的であった「パーソナリティ対リスナー」という形ではなかった。
1989年の夏頃に、この番組のリスナーが声をかけあって作ったミニコミ誌「ろばみみ通信」が発行され、この番組で入手申し込みを受け付けていた
1989年10月3日深夜限りで下村が進行役を退き、翌週10月10日深夜からは、この番組の第1回放送時から当番組に係わっていた「ネンコさん」こと北村年子がその後を継いだ。これと共に「きらら組」と言う女性アシスタントと、ゲストも時折入るようになり（石坂啓、奥居香（1989年10月17日）、石丸元章（1989年10月31日・1989年12月12日）、PERSONZ（1989年11月14日）など）、番組スタイルは変わらなかったものの出演者が増えた分、トークの時間も増えて紹介するリスナーからの意見が減ったという『月刊ラジオパラダイス』における見解がある。

## ネット局
放送時間はいずれも火曜日深夜25:00 - 27:00（水曜日未明1:00 - 3:00）
- 北海道放送
- 山陽放送
- RKB毎日放送

以下は途中1989年10月から
- ABCラジオ
- 琉球放送

## 番組本
- ホントの自分を言っちゃおう 真夜中の伝言 （TBSラジオ「ティーンズダイヤル」編　青春出版社「プレイブックス」1990年2月5日第1刷）